# 高輝
高輝（1953年—2014年2月12日），生於臺灣，籍貫天津市。中國國民黨黨員，曾任國民黨組發會組營部主管、國家發展研究院院長、中國國民黨大陸事務部主任等職務。為馬英九在中國政策上的重要幕僚。任教於金門技術學院，長期往來臺灣與中國大陆之間。
為臺灣政治大學東亞研究所博士，師承關中。連戰擔任國民黨主席時，出任國民黨組發會組營部主管。曾促成中國國民黨與大陸中共中央黨校進行交流。
2013年診斷出肺腺癌，2014年2月12日病逝於臺北臺大醫院。
2014年3月7日告別式上，國民黨主席馬英九追贈「國民黨實踐一等獎章」，棺木覆蓋中國國民黨黨旗與中華民國國旗。

## 家庭
其妻葉玉梅，有子高國绾。